# Walter Forstmann

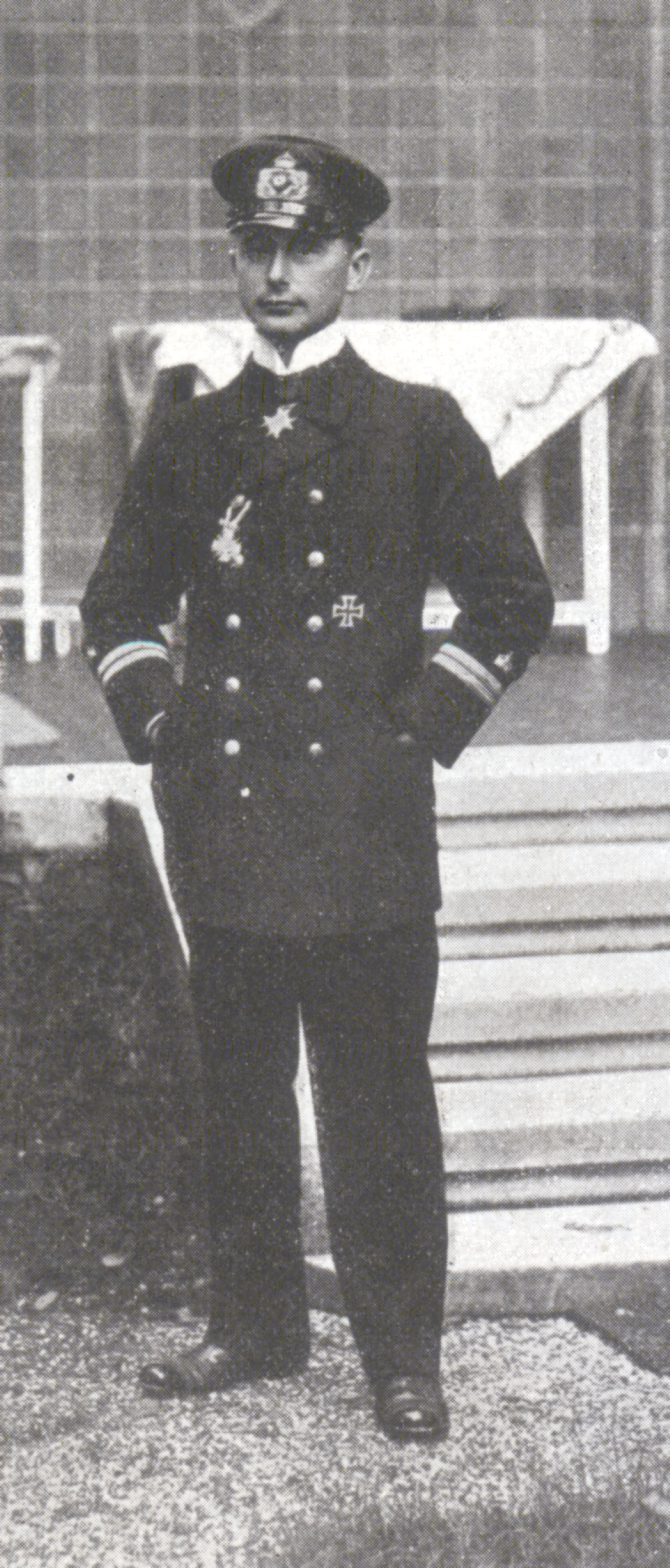
Walter Forstmann, 1916

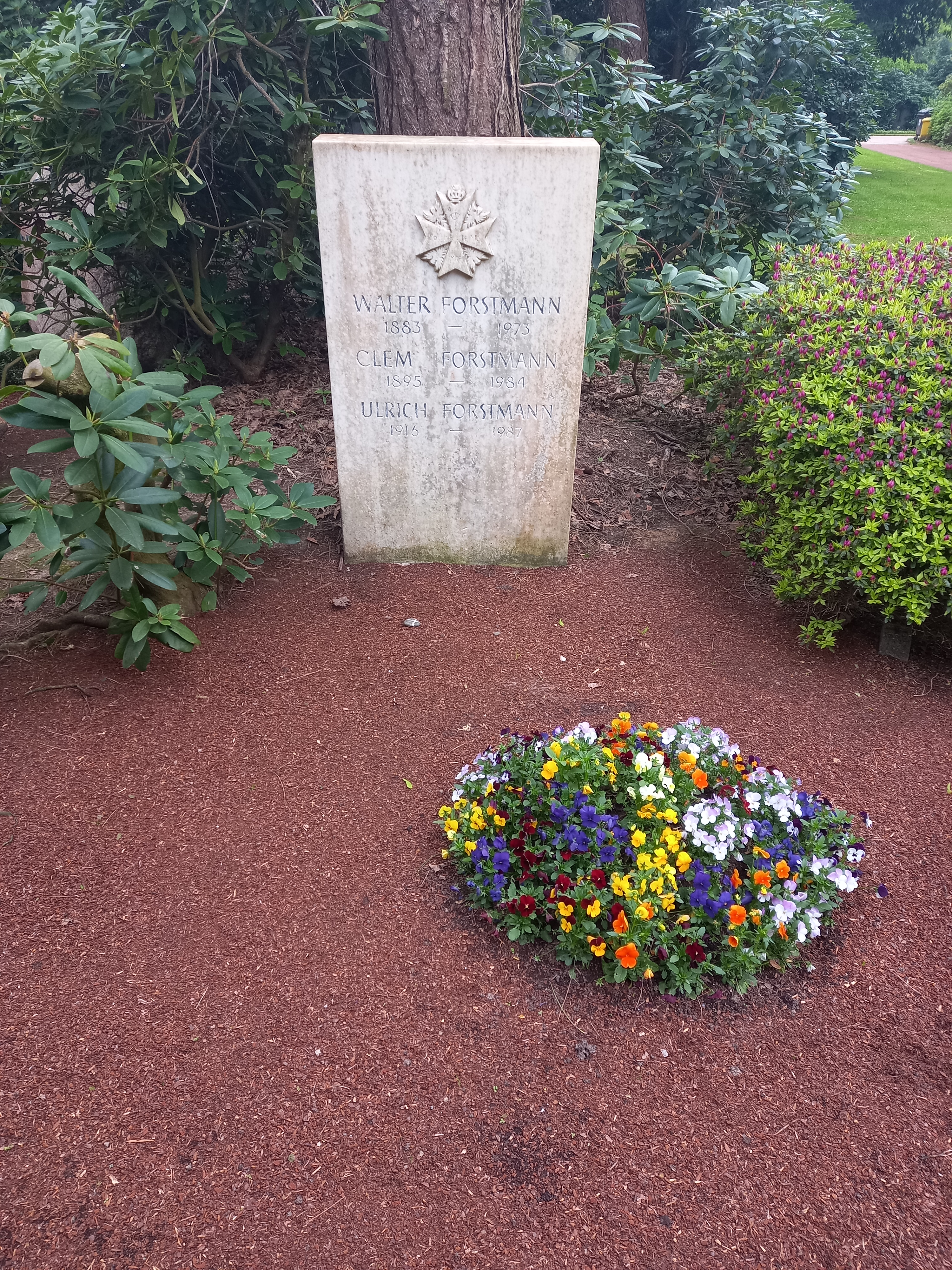
Das Grab von Walter Forstmann und seiner Ehefrau Clem im Familiengrab auf dem Friedhof Bredeney in Essen

Walter Forstmann, auch  Walther Forstmann (* 9. März 1883 in Werden; † 2. September 1973 in Essen-Bredeney) war ein deutscher U-Bootkommandant im Ersten Weltkrieg und Ritter des Ordens Pour le Mérite. Er versenkte mit seinem U-Boot U 39 auf 16 Unternehmungen insgesamt 146 Schiffe mit 384.304 BRT und gehört damit zu den Kommandanten, die die meisten Schiffe versenkt haben. Nach den Kriegen wurde er zum „Siedlervater“.

## Werdegang vor dem Ersten Weltkrieg

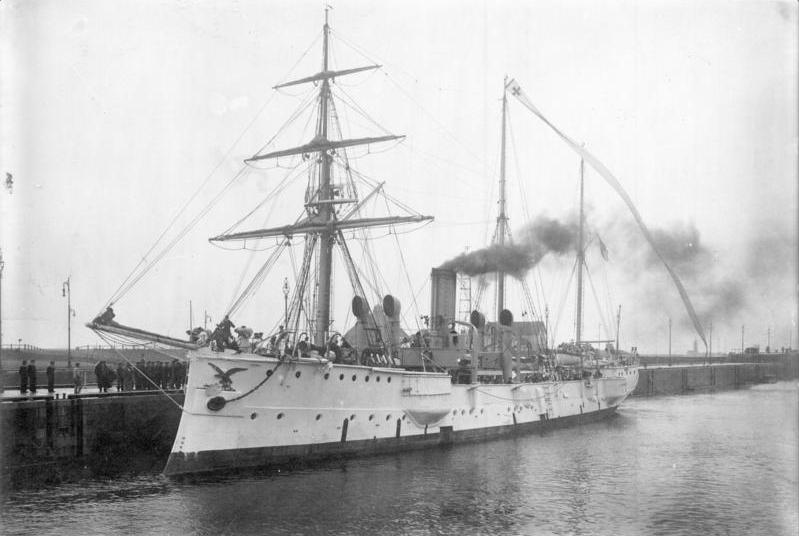
Auf SMS Sperber fuhr Forstmann als Wachoffizier

Walter Forstmann wurde als Sohn des Sanitätsrates Dr. med. Gustav Forstmann geboren. Er besuchte das Burggymnasium Essen. Am 7. April 1900 trat er als Seekadett in die Kaiserliche Marine ein und war somit Mitglied der „Crew 00“. Bis zum April des Folgejahres erhielt Forstmann eine seemännische Grundausbildung. In dieser Zeit bereiste er an Bord der Schiffe der Kaiserlichen Marine unter anderem das Mittelmeer und die Gewässer um Großbritannien und Skandinavien. Im April 1901 wurde Walter Forstmann zum Fähnrich zur See befördert und kam auf die Kieler Marineschule. Im Jahr 1903 fuhr Forstmann auf der Kaiser Wilhelm der Große. Im August desselben Jahres wurde er zum Leutnant zur See befördert und fuhr im Anschluss daran als Wachoffizier auf dem Kleinen Kreuzer Ariadne. Als Offizier der I. Matrosen-Division in Kiel nahm Leutnant z. S. Forstmann im Jahr 1905 an Erprobungsfahrten des neugebauten Linienschiffs Preußen teil. Er wurde anschließend Wachoffizier auf dem Kleinen Kreuzer Sperber und mit diesem in der deutschen Kolonie Kamerun stationiert. Ende März 1906 wurde Walter Forstmann zum Oberleutnant zur See befördert. Im Jahr 1908 erhielt Forstmann das Kommando auf dem Torpedoboot D 8. Für die Rettung eines über Bord gefallenen Matrosen wurde ihm die Rettungsmedaille am Bande zugesprochen und am 25. August 1908 verliehen. Am 1. Oktober 1909 wurde Walter Forstmann zur U-Bootwaffe abkommandiert und fuhr unter dem Kommandanten Eberhard von Mantey als Erster Offizier auf dem Hebeschiff Vulkan. In dieser Zeit erhielt er auch seine U-Bootausbildung.

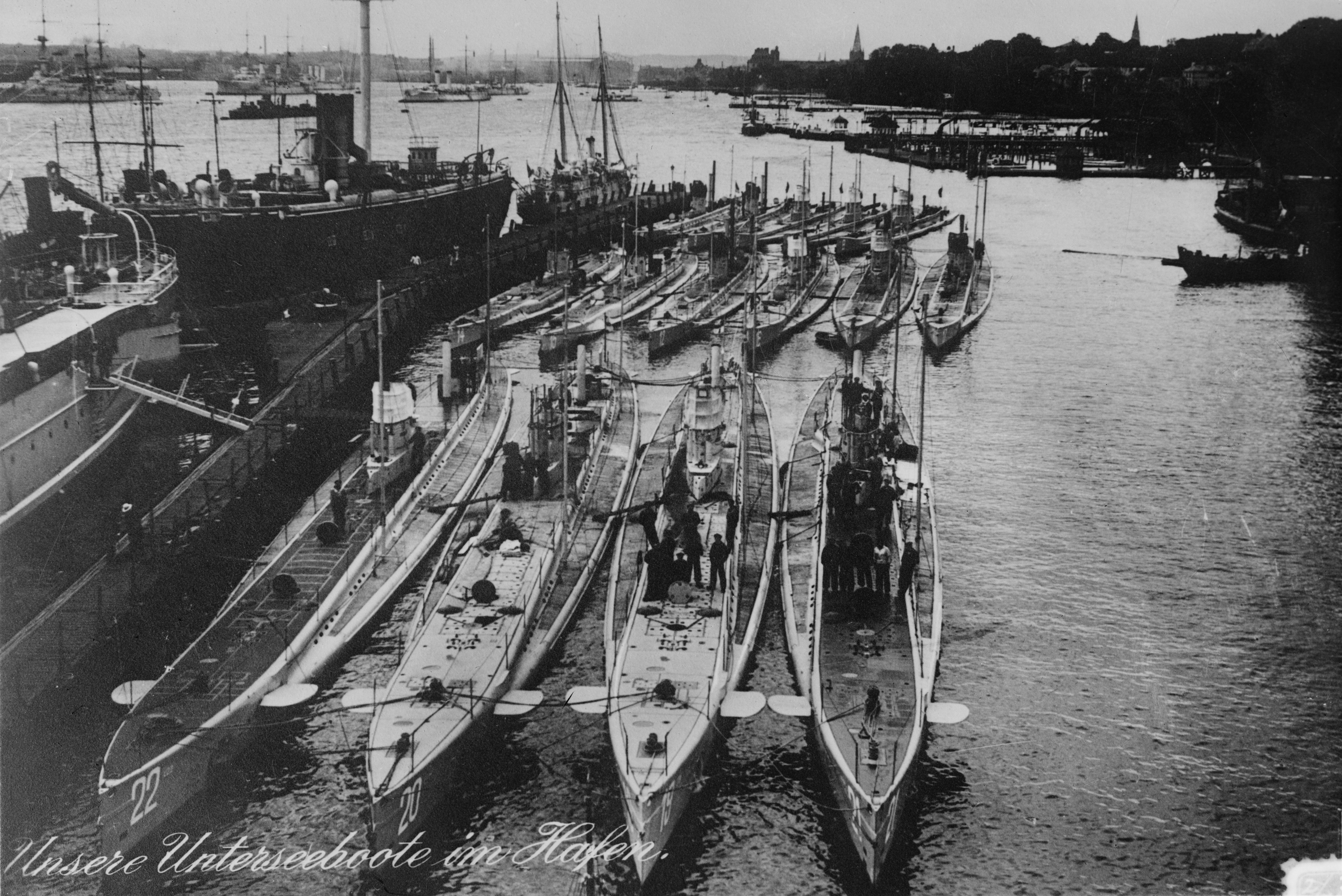
U-Boothafen in Kiel 1914

Sein erstes U-Bootkommando trat Forstmann am 1. Mai 1910 an. Er wurde Kommandant des Hochsee-U-Bootes U 11. Auf diesem Boot nahm Kapitänleutnant Forstmann – befördert am 10. April 1911 – am großen Kaisermanöver im Sommer 1912 teil. Für seine Teilnahme wurde er vom Kaiser mit dem Roten Adlerorden IV. Klasse ausgezeichnet. In diesem Jahr unternahm U 11 gemeinsam mit U 5 eine elftägige Dauerfahrt, auf der die Boote 300 Seemeilen zurücklegten. Da die deutschen Unterseeboote bis dahin höchstens bis zu 50-stündige Marschübungen durchgeführt hatten, galt diese Fahrt als ein fast unwahrscheinlicher Rekord. Im Winter desselben Jahres beorderte Großadmiral von Tirpitz, aufbauend auf diesen Erfahrungen, die gesamte 1. U-Flottille auf eine Dauererprobungsfahrt von 300 sm, was den An- und Abmarschweg zwischen Helgoland und England simulierte. Im Oktober 1913 wurde Forstmann an die Kieler Marineakademie kommandiert. Das Kommando auf U 11 übernahm Kapitänleutnant von Suchodoletz. Kapitänleutnant Forstmann nahm während der Ferienzeit auf dem Kleinen Kreuzer Cöln am Manöver der Hochseeflotte teil. Bei Kriegsausbruch war er Chef der Hafenflottille Helgoland.

## U-Bootkommandant im Ersten Weltkrieg

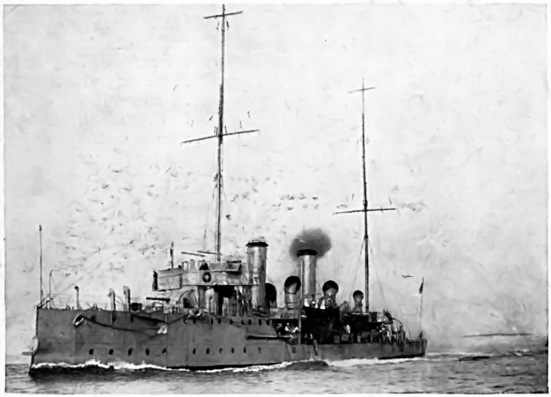
Die Niger – das erste von Forstmann versenkte Schiff

Zu Beginn des Krieges wurde der U-Bootflotte keine große Bedeutung beigemessen. Dementsprechend verhandelte das Reichsmarineamt bereits mit anderen Nationen über den Verkauf von U-Booten, beispielsweise nach Griechenland. Erst die Erfolge von Otto Weddigen auf U 9 brachten ein langsames Umdenken in Gang. Am 6. August 1914 übernahm Kapitänleutnant Forstmann das Kommando auf U 12, einem Boot desselben Typs (Typ U 9) wie sein vormaliges Boot, U 11. Mit diesem Boot versenkte er vor der britischen Stadt Deal am 11. November das Kanonenboot Niger. Am 13. Januar 1915 wurde Forstmann Kommandant von U 39, einem modernen Boot des Typs U 31, das im September des Vorjahres bei der Germaniawerft vom Stapel gelaufen war. Der spätere Befehlshaber der U-Boote Karl Dönitz diente bis Dezember 1917 als Wach- und Schriftoffizier unter Forstmann auf U 39. Im ersten Halbjahr 1917 fuhr auch der spätere Theologe und Widerstandskämpfer Martin Niemöller als Steuermann auf U 39. Mit U 39 absolvierte Forstmann 16 Feindfahrten, auf denen er 147 Handelsschiffe versenkte. Im Mai 1916 beschoss er mit Erfolg die Hafenanlagen von Portoferraio. Für seine Verdienste wurde er im August 1916 mit dem Orden Pour le Mérite geehrt und im November desselben Jahres mit dem Ritterkreuz des Königlichen Hausordens von Hohenzollern sowie dem Ritterkreuz des Leopold-Ordens mit Kriegsdekoration ausgezeichnet. Im Dezember 1917 wurde Forstmann zur U-Boot Inspektion (UI) beordert, die im März 1914 eingerichtet worden war, um sowohl bauliche Maßnahmen und Typveränderungen vorzuschlagen, als auch diese zu überprüfen und die kriegsmäßige Ausbildung der U-Bootoffiziere zu gewährleisten. Bis Dezember 1917 verblieb Forstmann bei der UI in Kiel. Im Januar des Folgejahres wurde er Flottillenchef der 3. U-Flottille in Wilhelmshaven. Auf diesem Posten verblieb er über das Kriegsende hinaus, bis er schließlich im März 1919 aus der Marine verabschiedet wurde.

## Zwischen den Kriegen
Forstmann war 1919/20 als möglicher Kriegsverbrecher auf die Auslieferungsliste der Entente gesetzt.
Er begann, Volkswirtschaft zu studieren und trat 1920 in die August Thyssen-Hütte in Duisburg ein. Dort stieg er innerhalb kurzer Zeit zum Betriebsdirektor und Sozialdezernenten auf. Im Jahr 1924 folgte Forstmanns Promotion zum Thema der Wohnungsfrage bei Berg- und Hüttenarbeitern in Hamborn. Bevor er sich jedoch voll und ganz dem Siedlungsbau widmen konnte, zog er erneut die Marineuniform an.

## Einsatz im Zweiten Weltkrieg
Im August 1939 wurde Walter Forstmann reaktiviert und kam zum Rüstungskommando Osnabrück. Bis April 1940 war er dort als Leiter der Abteilung Marine eingesetzt, bis er am 16. April zum Oberkommando der Wehrmacht kommandiert wurde, wo er als Leiter der Verbindungsstelle Kopenhagen diente und im Rahmen vom Unternehmen Weserübung mit der Besetzung Dänemarks (Weserübung Süd) beauftragt war. Am 10. April landete Walter Forstmann im Stab des Kommandeurs der Besatzungstruppen, General Röttger, in Korsør an. Bis Mai 1945 war er Chef des Wehrwirtschaftstabes in Kopenhagen. In dieser Zeit wurde Walter Forstmann mehrmals befördert: Am 15. April zum Korvettenkapitän, am 7. April 1941 zum Fregattenkapitän und schließlich am 1. Juli 1942 zum Kapitän zur See. Am 9. Mai 1945 geriet er in britische Kriegsgefangenschaft und war in Malente-Gremsmühlen interniert.

## Nach dem Krieg
Walter Forstmann wurde am 3. August 1945 aus der Kriegsgefangenschaft entlassen. Nach 1945 wurde er erneut Mitglied der Wohnstätten-Aktiengesellschaft. In den späteren Jahren engagierte er sich in vielen Ehrenämtern. Forstmann arbeitete etwa als Vizepräsident des Deutschen Siedlerbundes und entwickelte während dieser Zeit den Gedanken zur Unterstützung von Eigenheimen. Er beteiligte sich daran, dass 120 kleine Gruppensiedlungen gebaut werden konnten und diese Platz für insgesamt 3.500 Unterkünfte boten. Außerdem setzte Forstmann nach dem Ende des Zweiten Weltkriegs den Bau von 30 Pestalozzidörfern um. Diese Wohngemeinschaften boten Berglehrlingen, die nicht aus der unmittelbaren Umgebung stammten, ein familiäres Zusammenleben. Seine wohnungspolitischen Bemühungen brachten Walter Forstmann den Spitznamen „Siedlervater“ ein. Er wurde für seine Pionierarbeit im Siedlungsbau und den damit verbundenen intensiven Bemühungen, den Wünschen und Nöten der Arbeiter nach Wohnraum nachzukommen, mit der Ehrenplakette der Stadt Essen gewürdigt. Bundespräsident Heinrich Lübke ehrte Forstmann am 9. März 1968 durch die Verleihung des Großen Verdienstkreuzes mit Stern der Bundesrepublik Deutschland. Er war zudem Ehrendoktor der Accademia tiberina (1968) und der Unione delle Università del Mediterraneo (1972) in Rom.
Auf Grund seiner vielen Verdienste für Essen, das Ruhrgebiet und den Bergbausiedlungsbau wurden zwei Siedlungen in Dortmund-Kirchlinde nach Walter Forstmann benannt (Walter-Forstmann-I und -II).
Am 2. November 1973 starb Walter Forstmann in Essen-Bredeney, wo er auf dem Friedhof Bredeney bestattet wurde.

## Schriften (Auswahl)
- U 39 auf Jagd im Mittelmeer. (Ullstein-Kriegsbücher) Ullstein & Co., Berlin 1918
- Auf Tauchstationen: Kriegsfahrten mit U 39. Dürr, Leipzig 1933
- Wohnkultur und Städtebau. Die gesellschaftspolitische Aufgabe der Weckung des Gemeinschaftsbewußtseins und ihre Bedeutung für Städtebau und Wohnkultur. Köln-Braunsfeld 1962